# Touran (cheval)
Pour les articles homonymes, voir Touran (homonymie).
Le Touran est une race de chevaux de selle, parfois avec des allures supplémentaires, dont l'existence est attestée par des sources antiques et médiévales. Il fait l'objet d'une nouvelle sélection dans tout le Turkestan, à partir de différents croisements. 

## Histoire
Les Touraniens partagent une culture du cheval commune, incluant entre autres l'enterrement du cheval après sa mort, peut-être hérité des Sumériens. Plusieurs sources antiques et médiévales attestent qu'ils utilisaient abondamment le cheval, entre autres par la pratique de l'archerie montée. Alexandre le Grand aurait remonté sa cavalerie en chevaux touraniens en passant par la Bactriane. Il est également question des chevaux touraniens dans le Shâh Nâmeh. Ce cheval touranien pourrait être l'ancêtre de l'Akhal-téké.

## Description
Au Turkménistan, le nom « Touran » s’applique à une variété du Turkoman pourvue d'allures supplémentaires. En Afghanistan, l'équivalent de cette race est plutôt nommée Yabu, et destinée au bât,. 
Un stud-book a été créé dans le but de reconstituer une race Touran. Il accepte les Akhal-Tekés enregistrés dans le stud-book russe, les chevaux des nomades Turcs et Iraniens, Arabes et plateau persan (à condition qu'ils soient enregistrés dans un stud-book iranien), les chevaux arabes turcs reconnus par la WAHO, les Karabakhs inscrits au stud-book de l'Azerbaïdjan, les chevaux des nomades Turcs d'Asie centrale, les Karachai et Kabardins inscrits au stud-book russe, et les Rahvan en réserve d'élevage. Les étalons sont testés sur performances, tous les chevaux le sont sur leur caractère. Une attention est portée sur la présence de maladies génétiques.
Le modèle recherché est celui d'un cheval de selle sec et noble, endurant et résistant, toisant entre 1,45 m et 1,65 m, avec un dos moyen à long, et une apparence harmonieuse. Le reflet métallique de la robe est particulièrement recherché.

## Utilisations
Le nouveau stud-book Touran recherche des chevaux aptes à l'endurance, aux jeux équestres, au concours complet et à la course.

## Diffusion de l'élevage
Cette race s'élève actuellement en Iran et dans les steppes du Turkménistan.